# Siegbert Tarrasch

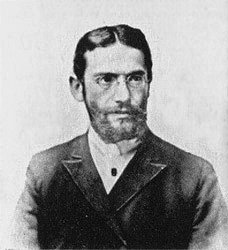
Siegbert Tarrasch.

Siegbert Tarrasch, född den 5 mars 1862 i Breslau, död den 17 februari 1934 i München, var en tysk läkare och schackspelare.

## Biografi
Tarrasch föddes i Breslau (Wrocław), Schlesien, men efter att ha slutat skolan där 1880, flyttade han till Halle för att studera medicin. Han bodde med sin familj i Nürnberg, Bayern, och senare i München, där han inrättade en framgångsrik medicinsk praktik. 
Tarrasch som var av judisk härkomst, konverterade till kristendomen år 1909, och blev en patriotisk tysk som förlorade en son i första världskriget. Han mötte emellertid ändå antisemitism i de tidiga skedena av nazismen.
Som läkare till yrket kan Tarrasch ändå ha varit världens starkaste schackspelare och en inflytelserik schacklärare, Praeceptor Germaniae (latin Tysklands lärare), i slutet på 1800- och början på 1900-talet. Han vann stort mot den åldrande världsmästaren Wilhelm Steinitz i turneringar, men tvingades avstå möjligheten att utmana Steinitz om VM-titel 1892 på grund av kraven från hans medicinska verksamhet. Han vann ändå flera stora turneringar 1889-94, men efter att Emanuel Lasker blev världsmästare 1894, fick Tarrasch nöja sig andra platsen eftersom han inte kunde matcha denne.